# 안지귀
안지귀(安知歸)는 조선 전기의 문신이다. 본관은 순흥(順興)이며, 안원(安瑗)의 증손이다.

## 생애
1432년(세종 14) 문과에 급제했다. 이후 전농시주부(典農寺注簿), 호조좌랑(戶曹佐郞), 함길도도사(咸吉道都事)를 거쳤다.
1454년(단종 2) 예문관직제학(藝文館直提學)으로서 『문종실록』 편찬에 참여했으며, 이듬해 원종공신(原從功臣) 2등에 책록되었다.
1457년(세조 3) 호남 지방 담양(潭陽) 미라사(彌羅寺)의 승려인 혜명(惠明)이 읍인(邑人)의 모란(謀亂)을 고변하자 대사성(大司成)으로서 병조참판(兵曹參判) 구치관(具致寬)과 함께 파견되어 이를 국문했다.
이듬해 진주목사(晉州牧使)로 재직 중 익명의 글로 인해 다른 수령들과 함께 투옥되었으나, 왕명으로 석방되었다.
1459년(세조 5) 1월 공주목사(公州牧使)로 옮겼다가 2월 다시 진주목사로 돌아왔는데, 노숙동(盧叔仝)의 어머니 때문이었다.
이듬해 1월 첨지중추원사(僉知中樞院事), 2월 예조참의(禮曹參議)를 거쳐 7월 전주부윤(全州府尹)에 이르렀다.
사후 3남 안침(安琛)이 귀해지자 좌참찬(左參贊)으로 추증되었다.

## 가계
아버지는 직제학을 지내고 사후 증 이조참판과 증 이조판서, 증 의정부좌참찬에 거듭 추증된 안구이고 어머니는 태조 이성계의 이복 서제인 의안대군 이화의 손녀이며 완천군 이숙의 딸 전주 이씨이다. 하령군 산남 이양은 그의 외숙부가 된다.
- 증조 - 안원(安瑗, 1346년 ~ 1411년) : 유후(留後), 경질공(景質公)
  - 조부 - 안종약(安從約) : 해주목사(海州牧使), 증(贈) 예조참의(禮曹參議)
    - 아버지 - 안구(安玖) : 판군자감사(判軍資監事), 증 이조참판(吏曹參判)
    - 어머니 - 전주이씨, 완천군(完川君, 1373년 ~ 1406년)의 장녀[6]
      - 부인 - 경창부윤(慶昌府尹) 박이창(朴以昌, ? ~ 1451년)의 딸
        - 장남 - 안호(安瑚, 1437년 ~ 1503년) : 공조참판(工曹參判)
        - 차남 - 안선(安璿, 1440년 ~ 1498년) : 제용감부정(濟用監副正)
        - 3남 - 안침(安琛, 1445년 ~ 1515년) : 지돈녕부사(知敦寧府事), 공평공(恭平公)
        - 4남 - 안종(安琮)[6]
        - 5남 - 안기(安璣, 1451년 ~ 1497년)[7] : 전적(典籍), 안처순(安處順, 1492년 ~ 1534년)의 아버지
        - 첫째 사위 - 김수덕(金守德)[6]
        - 둘째 사위 - 양자첨(楊子瞻)[6] : 임피현령(臨陂縣令)